# Madumda
Madumda är hos Pomoindianerna i Kalifornien en välvillig himmelsvarelse.
Madumda beskrivs som en mycket mäktig och vis om än något abstrakt ande som av någon anledning lät sin bror, som var en trickster, formge världen.